# Почесні громадяни Кам'янського

## Імениті громадяни села Кам'янське (до 1917)
Ясюкович Ігнатій Ігнатович (1847 - 1914) - польський і російський промисловець, громадський діяч, меценат. Директор - розпорядник Дніпровського заводу (1889 - 1903). Голова правління Південно-Російського Дніпровського металургійного товариства (1903 - 1914).

## Почесні громадяни
1. Ляудіс Казимир Францович (1901—1989). Секретар підпільного міськкому КП України (1941—1943 рр.). З 1945 р. по 1960 р. перебував на посадах в ЦК КПУ, Раді Міністрів та Комітеті держбезпеки Литовської РСР. Пенсіонер
2. Гавеля Іван Артемович (1913—1989). Активний член міської підпільної організації (1941—1943 рр.). Секретар підпільного міськкому КПУ. Директор СШ № 9.
3. Дуракова (Воробейкова) Тамара Устимівна (р. н. 1923). Активний член міської підпільної організації (1941—1943 рр.). Викладач вищої школи МВС України, полковник внутрішньої служби. Нині на пенсії.
4. Запорожець (Воловська) Ванда Антонівна (1923—2008). Активний член міської підпільної організації (1941—1943 рр.). Головний лікар тубдиспансеру.
5. Шпаковський Сергій Петрович (1918—1991). Герой Радянського Союзу, учасник визволення міста від німецько-фашистських загарбників. Ст. інспектор по кадрах заводу комунального обладнання м. Кременчук.
6. Гадельшин Хамід Габдулович (1923—1999). Герой Радянського Союзу, учасник визволення міста від німецько-фашистських загарбників. Військовослужбовець.
7. Горбенко-Корнієнко Клавдія Миколаївна (р. н. 1925). Герой Радянського Союзу. Учасниця визволення міста від німецько-фашистських загарбників. У лютому 1966 р. призначена директором Палацу культури суднобудівників у Ялті, брала активну участь у громадському житті міста.
8. Толмачев Борис Васильович (1923—1984). Герой Радянського Союзу. Учасник визволення міста від німецько-фашистських загарбників. Підполковник запасу. Заступник начальника спецСТУ тресту «Дніпродомнаремонт».
9. Бубликов Андрій Васильович (1899—1992). За активну участь у благоустрої міста, багаторічну і бездоганну трудову діяльність, велику громадську роботу. Директор ДКХЗ в 60-ті рр.
10. Клименко Лука Зіновійович (1888—1977). За багаторічну бездоганну працю, активну громадську діяльність. Член КПРС з березня 1917 р. Пенсіонер
11. Кочетков Павло Сергійович (1888—1972). За багаторічну і бездоганну працю, активну громадську діяльність. Пенсіонер. Сталевар МП № 8 ДМЗ, лауреат Державної премії СРСР 2-го ступеня (1949 р.).
12. Шепетов Іван Михайлович (1902—1943). За заслуги перед Батьківщиною, мужність і героїзм, проявлені в роки Великої Вітчизняної війни. Герой Радянського Союзу. Посмертно. Працівник ДМЗ на початку ХХ ст., генерал-майор в 1941 р.
13. Начальний Микола Іванович (1897—1984). За багаторічну бездоганну трудову, політичну і громадську діяльність. Член КПРС з 1917 р. Пенсіонер.
14. Меняйло Петро Лаврентійович (1901—1978). За багаторічну бездоганну трудову, політичну і громадську діяльність. Член КПРС з 1917 р. Пенсіонер.
15. Бойко Петро Михайлович (1895—1976). За багаторічну і бездоганну працю, активну громадську діяльність. Член КПРС з 1918 р. Пенсіонер.
16. Фомкін Яким Семенович (1901—1971). За багаторічну і бездоганну працю, активну громадську діяльність. Член КПРС з 1920 р. Пенсіонер.
17. Аношкін Михайло Прокопович (1907—1995). За багаторічну і бездоганну працю, розвиток хімічного виробництва, активну участь у благоустрої, розвитку фізкультури та спорту, за участь в громадському житті. Директор ПХЗ у 1947—1976 рр.
18. Фоменко Микола Михайлович (1903—1981). За багаторічну і бездоганну працю, розвиток металургійного виробництва, активну участь в розвитку міста. Директор ДМЗ у 1945—1954 рр. Пенсіонер.
19. Молчанов Григорій Петрович (1901—1986). Член ВЛКСМ з 1918 р. За активну участь у розвитку міста, велику роботу по комуністистичному вихованню молоді у зв'язку з 50-річчям Ленінського комсомолу. Пенсіонер.
20. Трофімов Опанас Ілліч (1891—1974). За багаторічну і бездоганну працю, активну громадську діяльність. Член КПРС з 1925 р. Пенсіонер.
21. Секретнюк Іван Омелянович (1922—2003). За подвиг при форсуванні Дніпра в районі Дніпродзержинська, у зв'язку з 25-річчям від дня визволення міста від фашистів. Директор СШ № 38, 40, 12.
22. Колесник Петро Корнійович (1899—1982).За багаторічну і бездоганну працю, краще медичне обслуговування населення міста. Пенсіонер, заслужений лікар УРСР, головний лікар першої міської лікарні.
23. Мірян Іван Федорович (1903—1983).Член КПРС з 1919 р. За активну участь у встановленні радянської влади, багаторічну і бездоганну діяльність, розвиток коксохімічного виробництва. Пенсіонер. Директор БКХЗ у 1950—1969 рр.
24. Новиков Гнат Трохимович (1906—1997). За великий особистий внесок у розробку і практичне використання нового Генерального плану забудови міста, активну участь в розвитку міського господарства, вирішенні основних питань розвитку промислових підприємств, закладів культури і науки. Заступник голови Ради Міністрів СРСР, голова Держбуду СРСР.
25. Шкадов Іван Миколайович (1913—1991). За мужність, відвагу та вміле керування військовою частиною у період Великої Вітчизняної війни, особисту хоробрість, проявлену при визволенні міста. Командир 52-го Дніпродзержинського окремого танкового полку 46-ї армії, Герой Радянського Союзу. Начальник Головного управління кадрів Міністерства оборони СРСР.
26. Бойченко Віктор Кузьмович (1925—2012). За героїзм, проявлений у ніч з 24 на 25 вересня 1943 р. під час форсування р. Дніпро під вогнем противника, закріплення на плацдармі в районі с. Аул, мужність і відвагу при визволенні м. Дніпродзержинська від фашистів. Герой Радянського Союзу. Упродовж 1959—1983 рр. працював у системі «Інтурист», у 1983—1988 рр. обіймав посаду заступника голови Головного управління з іноземного туризму при Раді Міністрів СРСР.
27. Подчасова Анна Родіонівна (1901—1993). За активну участь у встановленні радянської влади в Кам'янському, великий особистий внесок в організацію жіночого руху в період перших років радянської влади, за постійну участь в комуністичному вихованні трудящих міста на революційних, бойових та трудових традиціях. Пенсіонерка.
28. Везіров Аслан Фахрадович (1910—1988). За мужність та героїзм, проявлені у роки Великої Вітчизняної війни при форсуванні р. Дніпро та участь у визволенні міста від фашистів. Герой Радянського Союзу, полковник у відставці. Колишній командир 51-ї Дніпродзержинської гвардійської штурмової інженерно-саперної бригади.
29. Ктітарєв Микола Михайлович (1925—2014). За плідну працю та великий внесок у соціально-економічний розвиток міста. Повноважний представник Міністерства зовнішньої торгівлі СРСР при Раді Міністрів УРСР. Другий секретар міського комітету КПУ (1961—1963 рр.), голова міськвиконкому (1963—1981 рр.)
30. Зориченко Тамара Федорівна (р. н. 1930). За самовіддану працю та великий внесок у створення виробничої та соціальної бази міста. Герой Соціалістичної Праці, бригадир штукатурів БЗ «Відділбуд» тресту «Дзержинськбуд». У 1947—1995 рр. працювала у тресті «Дзержинськбуд» штукатуром.
31. Філонов Іван Георгійович (1912—1989). За великий внесок у розвиток міста та активну участь у громадсько-політичному житті міста. Персональний пенсіонер союзного значення. Перший секретар МК КП(б)У (1954—1958 рр.), директор ДМЗ (1962—1967 рр.)
32. Логінов Володимир Іванович (1923—2001). За багаторічну та плідну працю, особисту участь в науково-дослідницькій роботі по розробці та впровадженні нової технології доменної плавки, активну участь у підготовці висококваліфікованих спеціалістів важкої індустрії та у вирішенні соціально-економічних питань. Ректор ДІІ ім. Арсенічева, професор, доктор технічних наук.
33. Кривцун Іван Семенович (1925—1995). За плідну працю та великий внесок в соціально-економічний розвиток міста. Начальник управління «Хіммонтаж-208».
34. Лук'янова Лідія Овсіївна (1921—2010). За великий особистий внесок в організацію комсомольців та молоді міста на боротьбу з німецько-фашистськими загарбниками в окупованому місті (1941—1943 рр.). Секретар міської підпільної комсомольської організації (1941—1943 рр.)
33. Назарбаєв Нурсултан Абішевич (р. н. 1940). За розвиток братерських зв'язків, дружніх відносин між Дніпродзержинськом та Казахстаном. Президент Республіки Казахстан.
34. Бражник Іван Іванович (1929—2006). За великий внесок в соціально-економічний розвиток та активну участь у громадському житті міста. Перший секретар Баглійського райкому КПУ (1969—1983 рр.), голова МВК (1983—1989 рр.)
35. Молочек Григорій Іванович (1928—2005). За внесок в соціально-економічний розвиток та благоустрій міста. Директор Дніпродзержинської ГЕС.
36. Кузнецов Генріх Якович (р. н. 1928). За великий внесок в розробку житлово-комунального та соціально-економічного господарства міста та активну участь у громадському житті. Пенсіонер. 1970 р. — заступник, з 1973 р. — перший заступник голови міськвиконкому Дніпродзержинської міськради.
37. Морозова (Ронжина) Олена Іванівна (1970 р. н.). За значний внесок у розвиток фізкультури і спорту в місті, майстер спорту міжнародного класу з академічного веслування, тренер СК «Дзержинка».
38. Дубров Леонід Васильович (р. н. 1938). За значний внесок у соціально-економічний розвиток міста та активну участь у громадському житті. Працював на керівних посадах у Дніпропетровському міському комітеті Компартії, головою виконкому міськради, директором правління ВАТ «ДніпроАзот».
39. Кублицький Олександр Іванович (р. н. 1935). За значний внесок у розвиток надання швидкої медичної допомоги населенню міста та активну участь у громадському житті. З 1965 р. лікар хірург-анестезіолог 9-ї МЛ; зав. реанімаційно-анестезіологічним відділенням міської лікарні швидкої медичної допомоги, 1970 р. — головний лікар.
40. Огурцов Анатолій Павлович (р. н. 1934). За значний внесок в науково-технічний, культурний розвиток міста Дніпродзержинська та активну участь у громадському житті. Ректор ДІІ та Дніпродзержинського державного технічного університету (1988—2003 рр.)
41. Гордієнко Олексій Федорович (1929—2010). За вагомий внесок в розвиток міста. Перший секретар МК КПУ (1973—1983 рр.)
42. Кучма Леонід Данилович (р. н. 1938). За значний особистий внесок у розвиток соціальної та промислової інфраструктури міста. Президент України у 1994—2004 рр.
43. Пушкар Іван Максимович (1930—2000). За значний внесок у соціально-економічний розвиток та благоустрій міста, активну участь у громадському житті. Перший секретар Заводського РК КПУ в 1968—1991 рр., голова Заводського РВК в 1967—1968 рр.
44. Клюшник Владлен Іванович (1928—2012). За багаторічну сумлінну працю, вагомий внесок у соціально-економічний розвиток міста та активну участь у громадському житті. Голова Заводської районної ради. 1993—1996 рр. — помічник начальника у Дніпровському райвійськкоматі.
45. Гаманюк Леонід Юхимович (р. н. 1941). За вагомий внесок у розбудову соціальної та промислової інфраструктури міста та активну громадську діяльність. Від 1986 р. — завідувач відділу комунального господарства, перший заступник голови Дніпродзержинського міськвиконкому, з 1990 р. — голова міськвиконкому, 1991 р. — голова Дніпродзержинської міської ради, 1992 р. — перший заступник голови Дніпропетровської облдержадміністрації, 1994 р. — заступник голови Дніпропетровської облради з питань регіональної політики, 1996 р. — заступник голови Держкомітету з енергозбереження, від 2000 р. — начальник Держінспекції України з енергозбереження.
46. Таран Яків Якович (1913—2008). За самовіддану сумлінну працю, значний особистий внесок у діяльність заводу. 1944 р. — начальник коксового цеху КХЗ, заслужений металург України.
47. Бурхан Валентин Мусійович (1937—2003). За значний особистий внесок у збагачення культурно-мистецької спадщини міста, розвиток здоров'я, високий професіоналізм. Головний лікар першої стоматологічної поліклініки, головний стоматолог-ортопед управління охорони здоров'я виконкому міської ради, член Національної спілки письменників України.
48. Хачатрян Гарнік Ашотович (р. н. 1950). За багаторічну сумлінну працю, вагомий особистий внесок у соціально-економічний і культурний розвиток міста та активну громадську діяльність. Скульптур, заслужений художник України.
49. Гладкий Сергій Федорович (р. н. 1929). За багаторічну сумлінну працю, вагомий особистий внесок у соціально-економічний розвиток міста Дніпродзержинська та активну громадську діяльність. 1967—1987 рр. — депутат міської ради, 1969 р. — депутат обласної ради, Герой Соціалістичної Праці.
50. Голубчик Михайло Якович (р. н. 1926). За багаторічну сумлінну працю, вагомий особистий внесок у соціально-економічний розвиток міста та активну громадську діяльність. Заступник директора по капітальному будівництву ПП «Еталон».
51. Добрик Віктор Федорович (1927—2008). За вагомий особистий внесок у розбудову соціальної та промислової інфраструктури міста. 1961—1963 рр. — голова МВК Дніпродзержинської міської ради, 1963—1969 рр. — перший секретар Дніпродзержинської МК КПУ.
52. Чернецький Іван Андрійович (р. н. 1929). За багаторічну, бездоганну працю на Дніпровському металургійному комбінаті ім. Дзержинського, видатні досягнення в розвитку чорної металургії, вагомий внесок у соціально-економічний розвиток міста та активну громадську. 1962 р. — депутат Верховної Ради СРСР 6-го скликання, пенсіонер, Герой Соціалістичної Праці.
53. Литвин Анатолій Петрович (р. н. 1940). За багаторічну сумлінну працю. Головний редактор Дніпродзержинського радіомовлення.
54. Єжевський Лев Рудольфович (р. н. 1930). За вагомий особистий внесок у зміцнення та збагачення міжнародних зв'язків у галузі фізичної культури та спорту, активну участь і значні здобутки в розвитку спорту, пропаганду і втілення здорового способу життя засобами фізичної культури та спорту, виховання підростаючого покоління. 1956—1972 рр. — тренер з греко-римської боротьби СК «Дзержинка», заслужений тренер України і Республіки Казахстан.
55. Михайлов Олександр Михайлович (р. н. 1929). За значний особистий внесок у розвиток ветеранського руху міста, пропаганду героїчних подвигів учасників Великої Вітчизняної війни, військово-патріотичне виховання підростаючого покоління та з нагоди 60-річчя визволення міста від німецько-фашистських загарбників. 1996—2011 рр. — голова міської організації ветеранів війни, праці та військової служби, 1970—1989 рр. — директор Дніпродзержинського міськмолзаводу.
56. Поташник Семен Ізрайлович (р. н. 1930). За визначні трудові та наукові досягнення, великий особистий внесок у розвиток електроенергетики та високу професійну майстерність. З 1956 р. працював на керівних посадах, на будівництві й експлуатації Кременчуцької, Київської та Канівської ГЕС, з 1995 р. — голова правління Державної акціонерної компанії «Дніпрогідроенерго».
57. Пільтяй Василь Федорович (1927—2009). За багаторічну бездоганну працю, активну громадську діяльність, високий професіоналізм та значний особистий внесок у розвиток металургійної промисловості міста. Працював на ДМЗ ім. Дзержинського підручним горнового, начальником зміни доменного цеху, Герой Соціалістичної Праці.
58. Ткаченко Дмитро Пилипович (р. н. 1923). За багаторічну плідну працю, наставництво та подвижництво у професійній діяльності, впровадження новацій у галузі медицини, вагомий внесок у розвиток медичної науки та охорони здоров'я в місті. З 1955 р. — лікар-гінеколог, з 1956 р. — завідувач гінекологічного відділення, з 1968 р. — головний лікар МЛ № 9.
59. Лясота Станіслав Миколайович (1940—2012). За багаторічну сумлінну працю, активну життєву позицію, вагомий внесок у підготовку висококваліфікованих фахівців та розвиток місцевого самоврядування. У 1977—2012 р. обіймав посаду директора Дніпродзержинського металургійного технікуму, пізніше коледжу.
60. Бобильов Олександр Фадійович (1963—2014). За самовіддану працю в органах внутрішніх справ, високий професіоналізм, активну допомогу правоохоронним органам та зміцнення їх матеріально-технічної бази, вагомий внесок у справу боротьби зі злочинністю. З серпня 2001 по червень 2002 р. очолював управління МВС України м. Дніпродзержинськ.
61. Уваров Володимир Геннадійович (р. н. 1964). За високий професіоналізм, сумлінне виконання службових обов'язків, активну життєву позицію та вагомий особистий внесок у справу боротьби зі злочинністю. Полковник міліції. З 1984 р. по 1987 р. працював на Дніпровському металургійному комбінаті та СУ «Дніпродомнаремонт». Упродовж січня 1998 — травня 2000 рр. очолював Дніпровський районний відділ УВС м. Дніпродзержинська.
62. Мороз Олег Миколайович (р. н. 1960). За високопрофесійну ініціативну працю, активну життєву позицію, збереження історичної спадщини та значний особистий внесок у розвиток соціально-економічної інфраструктури міста. З 1994 р. — президент зовнішньоторгової компанії «МіКомп».
63. Шершньов Сергій Олександрович (р. н. 1944). Голова Дніпродзержинської міської ради народних депутатів у 1992—1996 рр.
64. Швець Василь Якович (р. н. 1947). Упродовж 1996—2005 р рр. Дніпродзержинський міський голова.
65. Глущенко Леонід Михайлович (1932—2007). За вагомий внесок у вирішенні актуальних питань соціально-економічного розвитку міста. 1966—1989 рр. — голова виконкому Баглійської районної ради
66. Морозов Володимир Михайлович (р. н. 1953). За видатні заслуги у розвитку спорту, підготовку плеяди спортсменів-переможців чемпіонатів Європи, світу, Олімпійських ігор. Заслужений працівник фізичної культури і спорту України, заслужений тренер України з академічного веслування.
67. Шевченко Леонід Васильович (р. н. 1948). За багаторічну службу щодо зміцнення законності і правопорядку, значні професійні здобутки, вагомий внесок у соціально-економічний розвиток міста, активну громадську діяльність, меценатство та з нагоди 65-річчя з дня народження. Віце-президент корпорації «Важке транспортне машинобудування України», радник міського голови.